# Twilight of the Gods (album)
A Twilight of the Gods a svéd Bathory hatodik nagylemeze, mely 1991-ben jelent meg. A lemez (és persze elődje is) minden viking metal lemezek ősforrása. Quorthon e lemezre is hosszú dalfolyamokat költött, egyetlen tempósabb vagy harsányabb pillanat sincs, e korong hírből sem ismeri a vidámság fogalmát. A lassan hömpölygő, doomos tempók, olyan hangulatot varázsolnak a hallgató köré, mintha az a borítón látható ködlepte hegyek között lenne, az istenekkel kézzelfogható közelségben. Quorthon pátosszal teli hangon énekli végig a lemezt. A lemezzáró Hammerheart a harcos Valhallába való belépésének pillanatát foglalja versbe. A lemezen a monumentális kórusok, a lassan gördülő riffek, a gitárszólók és az énekdallamok is, mind a nordikus atmoszférát szolgálják. A nyitó, majdnem negyedórás címadó kompozíció, minden fenti jellemzőt magában foglal. Quorthon a füzetben olyan művészek nevét sorolja fel inspiráló hatásként mint: Antonio Vivaldi, Friedrich Nietzsche, Gustav Holst, Hector Berlioz, Johann Sebastian Bach, Beethoven, Niccolò Paganini, Richard Wagner, Robert E. Howard vagy Snorri Sturluson aki megírta a norvég királyok történetét.

## Számlista
1. "Prologue - Twilight of the Gods - Epilogue" – 14:02
2. "Through Blood by Thunder" – 6:15
3. "Blood and Iron" – 10:25
4. "Under the Runes" – 5:59
5. "To Enter Your Mountain" – 7:37
6. "Bond of Blood" – 7:35
7. "Hammerheart" – 4:57

## Közreműködők
- Quorthon - ének, összes hangszer